# Alice Wong
Alice Wong (* 1974) ist eine Aktivistin der Behindertenbewegung aus San Francisco.

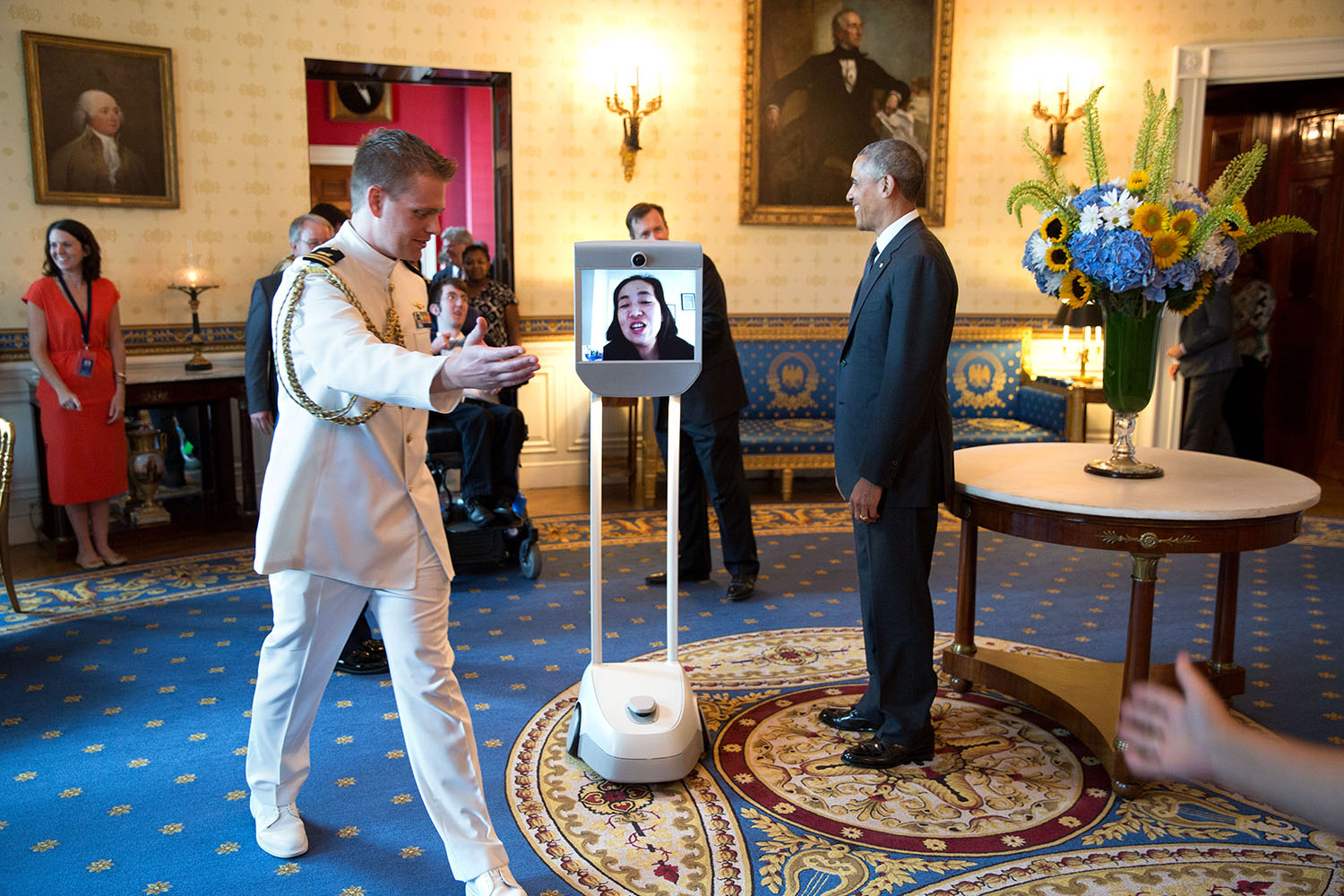
Alice Wong via Telerobot am Empfang im Weißen Haus (2015)

## Leben
Alice Wong ist die Gründerin und Koordinatorin des Disability Visibility Project (DVP). Das DVP sammelt gemeinsam mit StoryCorps die Oral History von Menschen mit Behinderung in den USA. Das DVP wurde anlässlich des 25. Jubiläums des Americans with Disabilities Act gegründet.
Wong sitzt im Beirat des APIDC, Asians and Pacific Islanders with Disabilities of California und ist Mitglied des National Council on Disability.
Im Jahr 2015 nahm Wong an einem Empfang im Weißen Haus mittels Telerobotik teil.
Wong hat Spinale Muskelatrophie.

## Auszeichnungen
- 2007: Martin Luther King, Jr. Award
- 2010: Mayor’s Disability Council Beacon Award
- 2010: Chancellor’s Disability Service Award in 2010
- 2024: MacArthur Fellowship